# Road to Rio
Road to Rio (No Brasil, A Caminho do Rio)é um filme de comédia de 1947 dirigido por Norman Z. McLeod e protagonizado por Bob Hope, Bing Crosby e Dorothy Lamour. É o quinto filme de sete no total da série Road to....

## Sinopse
Scat Sweeney (Bob Hope) e Hot Lips Barton (Bob Hope) são dois clandestinos que partem para o Rio de Janeiro como fuga, após acidentalmente ter incendiado um circo.
Durante a viagem, eles conhecem Lucia Maria de Andrade (Dorothy Lamour) que muito depois, eles descobrem que ela está severamente hipnotizada com a intenção de se casar por conveniencia quando o barco chegar no Rio. Os dois vão fazer de tudo para esse casamento não acontecer e ela não ser prejudicada.

## Elenco
- Bing Crosby - Scat Sweeney
- Bob Hope - Hot Lips Barton
- Dorothy Lamour - Lucia Maria de Andrade
- Gale Sondergaard - Catherine Vail
- Frank Faylen - Trigger
- Joseph Vitale - Tony
- George Meeker - Sherman Mallory
- Frank Puglia - Rodrigues
- Nestor Paiva - Cardoso
- Robert Barrat - Johnson
- Stanley Andrews - Capitão Harmon
- Franklyn Farnum - Não-creditado

## Prêmios e indicações
Academy Awards (1948) (EUA)
- Recebeu uma indicação na categoria de "Melhor Trilha Sonora".